# Freiheiten der Luft
Die Freiheiten der Luft (engl. Freedoms of the air) sind von der ICAO erstellte Vorschläge für Luftrechte im kommerziellen Luftverkehr. Die einzelnen Rechte werden entweder in bilateralen Abkommen wechselseitig gewährt oder sie bestehen zwischen Staaten, die die Transit- oder Transportvereinbarung unterzeichnet haben.

## Entwicklung
Bereits kurz nach dem Jungfernflug der Brüder Wright von 1903 fanden erste Tagungen zur versuchsweisen Regelung inter- bzw. transnationaler Überflugrechte für Luftschiffe und Flugzeuge statt, wobei die jeweils daran teilnehmenden Staaten jedoch bis zum Ersten Weltkrieg keine gemeinsamen Übereinkommen finden konnten. Der Versailler Vertrag von 1919 kannte in seiner deutschen Fassung aber bereits Durchflugs- und Landefreiheit, die der Artikel 200 des Vertrages alliierten Luftschiffen und Aeroplanen im deutschen Luftraum bis zur endgültigen Räumung Deutschlands von alliierten Streitkräften zusicherte. 1919 kam es auch zum Pariser Luftfahrtabkommen, das erste Rahmenbedingungen für inter- bzw. transnationale Flugrechte festlegte, auf deren Grundlage unter anderem auch 1919 bzw. 1922 die International Commission for Air Navigation (ICAN) zur Überwachung von Lufträumen und Überflugrechten gegründet wurde.
Die erste wirklich international verbindlich, umfassend und detailliert normierte Fassung der Luftrechte geht auf das Chicagoer Abkommen aus dem Jahr 1944 zurück, bei dem die ICAO gegründet wurde. Die Freiheiten sind in Zusatzvereinbarungen geregelt und nicht im Chicagoer Abkommen selbst. Die 1. und 2. Freiheit sind Bestandteil der Transitvereinbarung, während die Freiheiten drei bis fünf zusätzlich in der Transportvereinbarung geregelt sind. Die restlichen Freiheiten sind hingegen nicht in völkerrechtlichen Verträgen festgelegt und werden daher nur „so genannt“.
Die Freiheiten 6, 7, 8 und 9 sind vergleichsweise selten, um heimische Märkte vor günstiger Konkurrenz aus dem Ausland zu beschützen. In der Europäischen Union ist jedoch seit dem 1. April 1997 für alle EU-Airlines die volle Kabotage möglich, welches die 8. und 9. Freiheit einschließt.

## Die neun Freiheiten der Luft

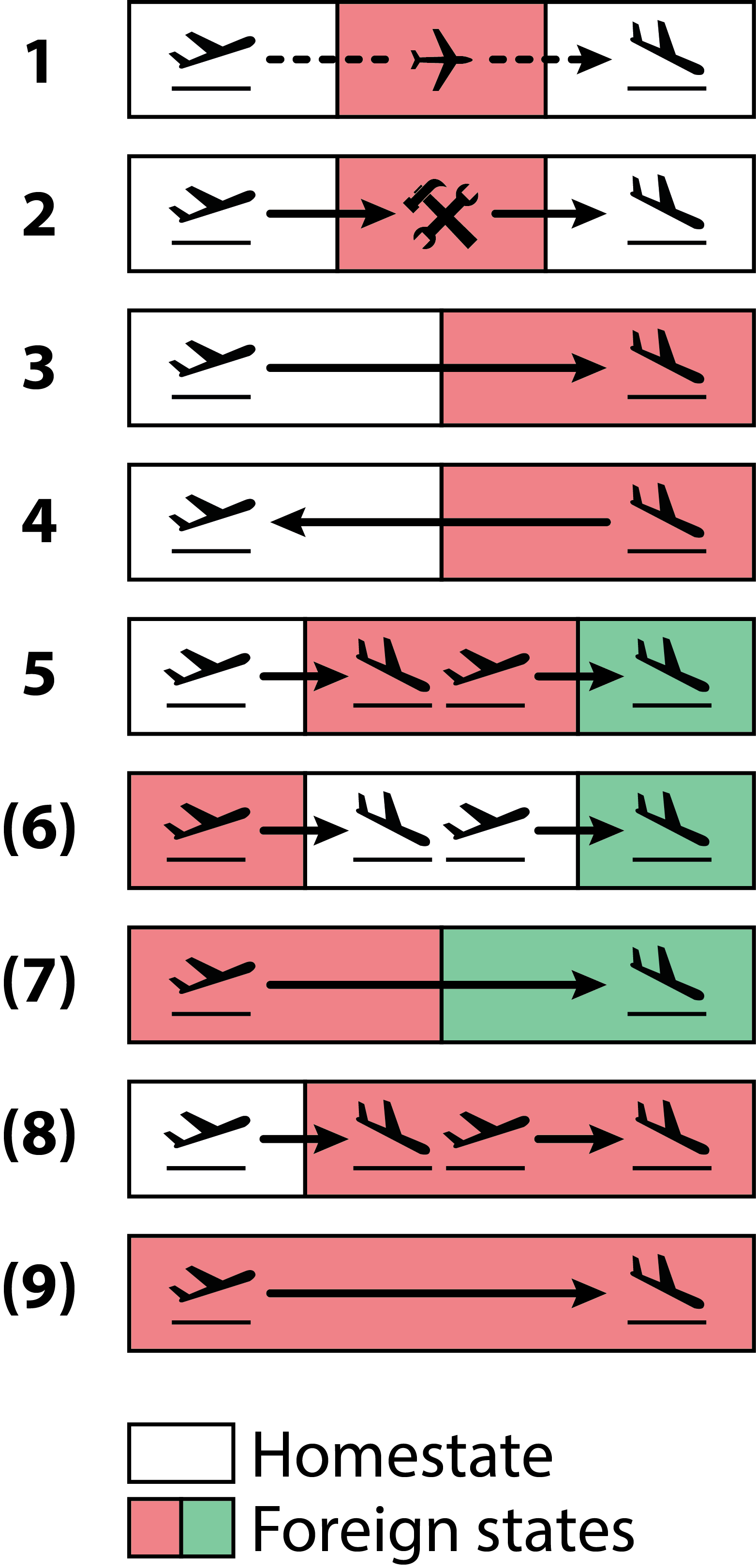
Beispiele für die Freiheiten der Luft.

Die Luftverkehrs-Freiheiten, die sich die Vertragspartner gewähren können, sind derzeit in neun verschiedene Situationen differenziert:
| Freiheit               | Beschreibung und Beispiel |
| ---------------------- | --- |
| 1. Freiheit            | Überflug: Die Fluggesellschaft kann vom Heimatstaat aus ein fremdes Land überfliegen, ohne dort zu landen. z. B. Aeromexico AM 613: Calgary – Mexiko-Stadt via Luftraum der USA |
| 2. Freiheit            | Technische Zwischenlandung: Recht auf Zwischenlandung in einem Fremdstaat zu nicht kommerziellen Zwecken. z. B. Tankstopp |
| 3. Freiheit            | Direkter Transport (bringen): Recht auf Beförderung von Passagieren oder Fracht vom Heimatstaat der Fluggesellschaft ins Ausland. z. B. Lufthansa LH 1346: Frankfurt – Warschau |
| 4. Freiheit            | Direkter Transport (holen): Recht auf Beförderung von Passagieren oder Fracht vom Ausland in den Heimatstaat der Fluggesellschaft. z. B. Lufthansa LH 1353: Warschau – Frankfurt |
| 5. Freiheit            | Beförderung von Passagieren oder Fracht zwischen zwei fremden Staaten, wobei entweder der Startpunkt oder Endpunkt der Reise im Heimatstaat liegt. z. B. Emirates EK 412: Dubai – Sydney – Christchurch |
| Sogenannte 6. Freiheit | Beförderung von Passagieren oder Fracht zwischen zwei fremden Staaten mit Zwischenlandung im Heimatstaat. z. B. Air Tahiti Nui TN 102: Auckland – Papeete – Los Angeles |
| Sogenannte 7. Freiheit | Beförderung von Passagieren oder Fracht zwischen zwei fremden Staaten, ohne dass die Route den Heimatstaat berührt. z. B. Ryanair FR 1143: Lissabon – Berlin |
| Sogenannte 8. Freiheit | Aufeinanderfolgende Kabotage: Eine Fluggesellschaft befördert Passagiere oder Fracht innerhalb eines anderen Staates auf einem Flug, der im Heimatland begann oder enden wird. z. B. Air France AF 154: San Francisco – Newark – Paris, wobei auch zwischen San Francisco und Newark Passagiere transportiert werden. |
| Sogenannte 9. Freiheit | Unabhängige Kabotage: Eine Fluggesellschaft befördert Passagiere oder Fracht innerhalb eines anderen Staates ohne Berührung eines weiteren Staates. z. B. Easyjet EZY5500: Düsseldorf – Berlin |